# Никола Сирков (Халача)
Никола Сирков (Халача) е български революционер, член на Ловешкия частен революционен комитет на Вътрешната революционна организация (ВРО), верен съратник и доверено лице на Васил Левски.

## Биография
Никола Сирков е роден през 1830 г. в с. Къкрина, Ловешко. Установява се да живее в град Ловеч. Неговата къща е в махала „Дръстене“. Препитава се като занаятчия. Известен е на ловешките граждани с прозвището „Халача“. Жени се за Мария Сиркова.
Един от първите сътрудници на Васил Левски и негово доверено лице. Член на Ловешкия частен революционен комитет на ВРО. Жена му също е дейна членка на комитета. Движи кореспонденцията на Васил Левски и съхранява неговия архив. Поверени са му най-големите тайни на ВРО. Неговият дом най-често дава убежище и подслон на Апостола. Тук се укрива и работи. След Арабаконашкия обир на турската поща от Димитър Общи и последвалите арести на комитетски хора, предприема действия за ограничаване на провала. Съгласно инструкция на Васил Левски, всички поверителни комитетски книжа трябва да се предат на Никола Сирков. На 26 декември 1872 г. от неговия дом, Апостола тръгва за Къкринското ханче, където е заловен. Сирков успява да спаси архива на комитета, зашит в самара на коня, с който пътува Васил Левски. Преживява тежко обесването му.
Никола Сирков се разболява и умира през месец април 1873 г. По свидетелство на негови близки роднини е отровен от хикимина Димитър Тронос. Според официалната турска власт бил починал от „холера“. По време на Освобождението на Ловеч от османско владичество (1877), отровителят е екзекутиран от началника на тайната полиция на ВРО – Христо Иванов (Големия).